# Ämbra
Ämbra – wieś w Estonii, w prowincji Järva, w gminie Kareda.